# Липовское (озеро, Выборгский район)
Ли́повское — озеро на территории Каменногорского городского поселения Выборгского района Ленинградской области.

## Общие сведения
Площадь озера — 1,2 км², площадь водосборного бассейна — 65,6 км². Располагается на высоте 16,4 метров над уровнем моря.
Форма озера подковообразная. Берега озера каменисто-песчаные.
С юго-восточной стороны озера вытекает река Верхняя Липовка.
С северо-восточной стороны в озеро впадает ручей, вытекающий из озёр Никифоровского и Сосновогорского.
Рядом с северо-восточной оконечностью озера расположен посёлок Дубинино.
Код объекта в государственном водном реестре — 01040300511102000009582.